# VLM Airlines
VLM Airlines (viết tắt của Vlaamse Luchttransportmaatschappij), mã IATA = VG, mã ICAO = VLM, là hãng hàng không của Bỉ, trụ sở ở Antwerp. Ban đầu hãng có căn cứ ở Sân bay quốc tế Antwerp nhưng nay dã dời về Sân bay thành phố London. Hãng có các tuyến đường quốc tế tới các nước châu Âu.

## Lịch sử
VLM Airlines được thành lập năm 1992, bắt đầu hoạt động từ tháng 5 năm 1993 với các tuyến đường chở khách thường xuyên giữa Antwerp và London. Năm 2005 hãng chở được 604.500 lượt khách. Tới năm 2007 hãng đã chở được 745.781 lượt khách, tăng 9%. Hãng cho biết kết toán năm 2007 tính tới ngày 31.12.2007 đã có doanh thu 112 triệu euro và lãi ròng là 3,6 triệu euro. Hiện hãng có hơn 400 nhân viên.
Ngày 24.12.2007 Air France-KLM thông báo đã thỏa thuận mua đứt VLM Airlines và từ ngày 2.1.2008 Air France-KLM đã nắm quyền sở hữu VLM Airlines.

## Các nơi đến
- Anh quốc

- Đảo Man
- Guernsey
- Jersey
- London
- Manchester

- Bắc Ireland

- Belfast

- Bỉ

- Antwerp
- Brussels

- Đức

- Hamburg

- Hà Lan

- Amsterdam
- Rotterdam

- Ireland

- Donegal

- Luxembourg

Ngoài ra hãng còn có các chuyến bay thuê bao tới nhiều nơi trong châu Âu.

## Đội máy bay
(Tháng 6/2008):
- 19 Fokker 50
- 1 Dornier 328

Tới tháng 3/2008, tuổi trung bình các máy bay của VLM Airlines là 14,8 năm ()